# Johann Schobert
Ej att förväxla med österrikiske tonsättaren Franz Schubert.

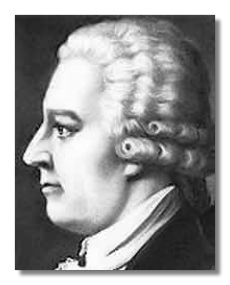
Johann Schobert

Johann Schobert, född omkring 1720 i Schlesien, död 28 augusti 1767 i Paris (jämte sin familj och tre vänner till följd av förgiftning genom en svampmåltid), var en tysk-fransk tonsättare.
Schobert var kammarcembalist hos prinsen av Conti och firad i Paris som pianist samt vida omkring som kompositör av pianokonserter och kammarmusik med obligat klaver. Hans stil har befunnits högligen överensstämma med Mannheimskolan. Ett urval av hans arbeten utgavs 1909 av Hugo Riemann i Denkmäler deutscher Tonkunst (band 39). Wyzewa och Saint-Foix har i sin Mozartbiografi (1911) ådagalagt, att Mozarts fyra första pianokonserter inte är annat än studier över sonater av Schobert.